# Cristiano Portela de Araújo Pena
Dom Cristiano Frederico Portela de Araújo Pena (Rio de Janeiro, 11 de agosto de 1913 – Belo Horizonte, 2 de agosto de 2000), foi um bispo católico. Primeiro Bispo da Diocese de Divinópolis, em Minas Gerais.
Dom Cristiano Pena foi ordenado padre no dia 18 de setembro de 1937, em Belo Horizonte. Recebeu a ordenação episcopal no dia 17 de maio de 1959, em Divinópolis, das mãos de Dom Armando Lombardi, Dom João Resende Costa, SDB e Dom Geraldo Maria de Morais Penido.
Lema: Apostolus Charitatis Christi (Apóstolo do amor de Cristo).

## Atividades durante o episcopado
Primeiro Bispo Diocesano de Divinópolis (1959-1979); Capelão do Hospital Madre Teresa, Belo Horizonte.
Renunciou ao munus episcopal no dia 4 de abril de 1979.

## Ordenações episcopais
Dom Cristiano presidiu a ordenação episcopal de Dom Diogo Reesink, OFM, e foi concelebrante da ordenação episcopal de:
- Dom Antônio Afonso de Miranda, SDN
- Dom Antônio Carlos Mesquita
- Dom Gil Antônio Moreira